# Zone réservée de la cordillère Huayhuash
La zone réservée de la cordillère Huayhuash (en espagnol : Zona Reservada Cordillera Huayhuash) est une aire protégée situé dans les régions d'Ancash, de Huánuco et de Lima. Elle est créée le 20 décembre 2002, par le décret ministériel no 1173-2002-AG sur une superficie de 67 589,76 ha, avec pour objectif la « conservation des écosystèmes de haute-montagne présent dans la cordillère Huayhuash, ainsi que l'exceptionnelle beauté de ses paysages ».

## Situation

Carte de la cordillère Huayhuash

## Faune et flore
D'après les études menées par Carlos Arévalo de l'Instituto de Montaña, 272 espèces de plantes ont été identifiées dans la zone réservée, regroupées en 148 genres et 55 familles. Des espèces de plantes présentes sont: Totora (Scirpus riparius), Ichu (Stipa festua sp.), Quenual (Polylepis weberbaueri), Escorzonera (Homoiantus multiflora) et le Huamanripa (Senecio tephrosioides).
En ce qui concerne la faune : 61 espèces d'oiseaux, 14 espèces de mammifères, deux espèces d'amphibiens et deux espèces de poissons ont été identifiés. Parmi elles, dix espèces d'oiseaux sont en danger d'extinction. Parmi les animaux présent dans la région, il est possible de citer la belette à longue queue (Mustela Frenata), dont le nom en langue Quechua est Waywash et qui a donné son nom à la cordillère, le condor (Vultur griphus), la viscache péruvienne (Lagidium peruvianum), le wachua (Berniola melanoptera), le colibri d'Estelle (Oreotrochilus estella) et le renard de Magellan (Dusicyion culpaeus).